# نخست‌وزیر ترکیه
نخست‌وزیر جمهوری ترکیه (ترکی استانبولی: Türkiye Cumhuriyeti Başbakanı)، رئیس دولت جمهوری ترکیه از سال ۱۹۲۰ تا ۲۰۱۸ بود که رهبری یک ائتلاف سیاسی در پارلمان و ریاست کابینه ترکیه را بر عهده داشت. وی توسط رئیس‌جمهور ترکیه از میان اعضای مجلس ملی کبیر ترکیه انتخاب می‌شد و در دوره ریاست خود در عمارت چانکایا اقامت داشت. در طول تاریخ سیاسی ترکیه، گاهی وظایف و اختیارات این پست، تغییر کرده است. قبل از برچیده‌شدن این منصب در نتیجه همه‌پرسی قانون اساسی ترکیه (۲۰۱۷)، دارنده منصب نخست‌وزیری عموماً بیشتر از رئیس‌جمهور، چهره غالب در سیاست ترکیه بود.